# Bert Esselink
Bert Esselink (Arnhem, 16 augustus 1999) is een Nederlands voetballer die doorgaans als centrale verdediger speelt. Hij verruilde medio 2023 APOEL voor Stal Mielec.

## Loopbaan
Esselink doorliep vanaf 2010 de jeugdopleiding van De Graafschap. Met Jong De Graafschap speelde hij in het seizoen 2016/17 in de Derde divisie zondag en daarna in de beloftencompetitie. Medio 2020 kreeg hij geen contract bij De Graafschap en zou hij overstappen naar De Treffers dat uitkwam in de Tweede divisie. In juli 2020 werd Essenberg gecontracteerd door het Cypriotische PAEEK dat uitkwam in de B' Kategoria. In het seizoen 2020/21 speelde hij 32 competitiewedstrijden waarin hij drie keer scoorde. Met PAEEK werd hij kampioen van de B' Kategoria en promoveerde naar de A' Kategoria. Ook daar was hij basisspeler bij zijn club. Begin 2022 werd Essenberg tot medio 2024 vastgelegd door de Cypriotische topclub APOEL. In het seizoen 2022/23 werd hij verhuurd aan Olympiakos Nicosia. Medio 2023 ging Esselink naar het Poolse Stal Mielec, uitkomend in de Ekstraklasa.